# Municipio de Antelope Creek
El municipio de Antelope Creek (en inglés: Antelope Creek Township) es un municipio ubicado en el condado de McKenzie en el estado estadounidense de Dakota del Norte. En el año 2010 tenía una población de 15 habitantes y una densidad poblacional de 0,16 personas por km².

## Geografía
El municipio de Antelope Creek se encuentra ubicado en las coordenadas 47°42′39″N 103°35′39″O / 47.71083, -103.59417. Según la Oficina del Censo de los Estados Unidos, el municipio tiene una superficie total de 93.2 km², de la cual 93,1 km² corresponden a tierra firme y (0,1 %) 0,1 km² es agua.

## Demografía
Según el censo de 2010, había 15 personas residiendo en el municipio de Antelope Creek. La densidad de población era de 0,16 hab./km². De los 15 habitantes, el municipio de Antelope Creek estaba compuesto por el 73,33 % blancos, el 13,33 % eran amerindios y el 13,33 % eran de una mezcla de razas. Del total de la población el 0 % eran hispanos o latinos de cualquier raza.